# How Long (canción de Charlie Puth)
"How Long" es una canción grabada y producida por el cantautor estadounidense Charlie Puth. Escribió la canción junto con Jacob Kasher y DJ Frank E. El sencillo fue lanzado el 5 de octubre de 2017 por Atlantic Records como el segundo sencillo del segundo álbum de estudio de Puth, Voicenotes (2018).  Comercialmente, ha alcanzado el top 10 en Bélgica, Israel, Líbano, Malasia, Filipinas, Escocia y el Reino Unido, así como el top 20 en Australia, Bélgica, Dinamarca, Irlanda, los Países Bajos, Nueva Zelanda, Eslovaquia, España y Suiza. La canción alcanzó el puesto 21 en el Billboard Hot 100 de EE. UU.

## Antecedentes
Puth se burló de la canción en septiembre de 2017 en las redes sociales. Tuiteó dos fotos seguidas, con los subtítulos "how" y "long" respectivamente. En octubre del 2017, publicó fotos y videos con las leyendas "has", "this", "been" y "going". [3] El 4 de octubre de 2017, publicó un video de la grabación de la nota de voz detrás de la canción con el subtítulo "on", y finalmente deletreó "cuánto tiempo ha estado pasando esto", como una de las líneas de la canción. letra. [4]

## Composición
«How Long» fue escrita por el propio Charlie en colaboración con Jacob Kasher y DJ Frank E. La canción está compuesta en clave de Do♯ menor con un tempo de 108-112 latidos por minuto.

## Recepción crítica
Chris Malone de Billboard sintió que la canción "abre con una línea de bajo furtiva ' Atención '", con un coro pegadizo y representando "un ligero cambio estilístico del sonido pop más directo que llenó su álbum debut Nine Track Mind ", y que Puth tomó "la dirección de inclinación R&B más funk" con "How Long". [6] James Dinh de iHeartRadio lo consideró "un seguimiento adecuado de 'Attention', ya que el joven de 25 años aborda otra narrativa vulnerable del departamento de romance", y esperaba que entrara en el top 10 en el Billboard Hot 100 . [7] Mike Wass de Idolator (sitio web) escribió que la canción "continúa donde quedó 'Attention'". Describió la canción como "instantáneamente adictiva y bien podría convertirse en un éxito aún mayor". [8] Katrina Rees de CelebMix consideró la canción como "la última oferta contagiosa de Charlie" y escribió que "tiene una vibra elegante pero bastante despojada que muestra el rango vocal del cantante". [4]

## Formatos
- Descarga digital

1. «How Long» – 3:18

- Remixes — Descarga digital

1. «Attention» (remezcla de French Montana) — 3:26
2. «Attention» (remezcla de Throttle) — 4:21
3. «Attention» (remezcla de Roisto) — 3:45
4. «Attention» (remezcla de Jerry Folk) — 3:16
5. «Attention» (remezcla de EDX) — 3:12
6. «Attention» (remezcla de EDX Extendida) — 4:52